# پت فالون
پاتریک ادوارد فالون (زاده ۱۹ دسامبر ۱۹۶۷) یک تاجر و سیاستمدار آمریکایی است. او که یکی از اعضای حزب جمهوری‌خواه است، از سال ۲۰۲۱ نماینده ایالات متحده در حوزه انتخابیه چهارم تگزاس  بوده است. فالون همچنین از سال ۲۰۱۳ تا ۲۰۱۹ عضو مجلس نمایندگان تگزاس برای ناحیه ۱۰۶ بود و از سال ۲۰۱۹ تا ۲۰۲۱ نماینده منطقه ۳۰ سنای تگزاس بود. فالون در پیتسفیلد، ماساچوست به دنیا آمد. پدر و مادرش هر دو معلم مدارس دولتی بودند و او در مناطق روستایی بزرگ شد.